# Španske stopnice
Španske stopnice (italijansko Scalinata di Trinità dei Monti) je niz stopnic v Rimu v Italiji, ki se vzpenjajo po strmem pobočju med trgom Piazza di Spagna na dnu in trgom Trinità dei Monti, na katerem prevladuje cerkev Trinità dei Monti na vrhu.
Monumentalno stopnišče s 135 stopnicami (rahlo dvignjen drenažni sistem se pogosto zamenjuje kot prva stopnica) je bilo zgrajeno s sredstvi iz zapuščine francoskega diplomata Étiennea Gueffierja v višini 20.000 scudov v letih 1723–1725, da bi povezovale cerkev Trinità dei Monti, ki je bila pod pokroviteljstvom francoskih kraljev Bourbonov in španskega veleposlaništva Bourbonov na vrhu stopnic in Sveti sedež v Palazzo Monaldeschi na dnu stopnic. Stopnišče sta zasnovala arhitekta Francesco de Sanctis in Alessandro Specchi.

## Zgodovina
Pred dokončno izvedbo so se vrstile burne razprave o tem, kako je treba strmo 29-metrsko pobočje  na rami Pincia do cerkve urbanizirati. Arhivske risbe iz leta 1580 kažejo, da je bil papež Gregor XIII. zainteresiran za gradnjo stopnišča do nedavno dokončane fasade francoske cerkve.
Francoski diplomat pri Svetem sedežu Etienne Gueffier je umrl leta 1660 in del svojega bogastva zapustil za gradnjo stopnic. Rimsko izobražen kardinal Mazarin se je osebno zanimal za projekt in ga zaupal svojemu agentu v Rimu, katerega načrt je vključeval konjeniški spomenik Ludvika XIV., ambiciozen vdor, ki je v papeškem Rimu povzročil razburjenje. Mazarin je umrl leta 1661, papež leta 1667, medtem ko je Gueffierjevo oporoko uspešno izpodbijal nečak, ki je zahteval polovico; zato je projekt miroval, dokler papež Klemen XI. Albani v začetku 18. stoletja ni obnovil zanimanja zanj.
Leta 1717 je potekal natečaj, na katerem je zmagal neznan Francesco de Sanctis, čeprav je dolgo veljalo, da je Alessandro Specchi oddal zmagovalen predlog. O arhitektu, ki so ga Francozi v procesu oblikovanja favorizirali, je malo znanega. Njegovo risbo je leta 1726 graviral Girolamo Rossi z dolgo posvetitvijo Ludviku XV.
Rešitev je velikansko napihovanje nekaterih konvencij terasastih vrtnih stopnic. Prve takšne razdeljene in simetrične stopnice je za dvorišče Belvedere (Cortile del Belvedere) v 1600-ih letih izdelal Donato Bramante, oblikovane in nagnjene stopnice pa je Michelangelo predstavil v preddverju Laurentianske knjižnice. Bourbonska fleur-de-lys ter orel in krona Inocenca XIII. sta skrbno uravnoteženi v kiparskih podrobnostih.
Pisca sredi 18. stoletja Joseph de Lalande  in Charles de Brosses sta ugotovila, da so bile stopnice že v slabem stanju. Od takrat so jih večkrat obnavljali, med drugim od maja do decembra 1995. Nova prenova se je začela 8. oktobra 2015, stopnice pa so znova odprli 21. septembra 2016.

## Piazza di Spagna
Na trgu Piazza di Spagna je v vznožju zgodnjebaročni vodnjak, imenovan Fontana della Barcaccia (Vodnjak dolgega čolna), zgrajen v letih 1627–29 in pogosto pripisan Pietru Berniniju, očetu bolj znanega sina Gian Lorenza Berninija, ki naj bi sodelovala pri dekoriranju. Starejši Bernini je bil papežev arhitekt za Acqua Vergine (enega izmed številnih rimskih akvaduktov), od leta 1623. Po legendi je papež Urban VIII. postavil vodnjak, potem ko je bil navdušen nad čolnom, ki ga je sem pripeljala poplava Tibere.
Na trgu, na vogalu na desni, ko se človek začne vzpenjati po stopnicah, je hiša, v kateri je leta 1821 živel in umrl angleški pesnik John Keats; zdaj je muzej, posvečen njegovemu spominu, poln spominkov generacije angleške romantike. Na isti desni strani stoji palača nekdanjega kardinala Lorenza Cybo de Marija iz 15. stoletja, danes Ferrari di Valbona, stavba, spremenjena leta 1936 po načrtih Marcella Piacentinija, glavnega urbanista v času fašizma, s sodobnimi terasami, ki so popolnoma v harmoniji z baročno okolico.

## Uporaba
Na vrhu se stopnišče dvigne po Pincio, ki je Pincian grič. Z vrha stopnic se pride do Medičejske vile.
V božičnem času so na prvem stopnišču razstavljene jaslice iz 19. stoletja. V spomladanskem času, tik pred obletnico ustanovitve Rima, 21. aprila pa vse do začetka maja, del stopnic pokrivajo lonci z azalejami. V sodobnem času so Španske stopnice vključevale majhno tržnico rezanega cvetja. Stopnice niso prostor za malicanje, kar so rimski mestni predpisi prepovedali, vendar so običajno natrpane z ljudmi.

## V literaturi
Stopnice so predstavljene v več literarnih delih. Pomembni primeri so:
- Številni prizori v romanu Alfreda Besterja The Stars My Destination (1956)
- roman F. Scotta Fitzgeralda, Tender is the Night (1933)
- roman Anthonyja Burgessa, Abba Abba (1977)
- roman Toma Clancyja, The Teeth of the Tiger (2003)

The steps are featured in several literary works. Notable examples include:

## V medijih

### V filmu in TV
Film Roman Holiday (Rimske počitnice) (1953), v katerem igrata Audrey Hepburn in Gregory Peck, je Španske stopnice proslavil pri ameriškem občinstvu. Stanovanje, ki je bilo prizorišče za The Roman Spring of Mrs. Stone (1961), je na polovici desne strani. Tudi Bernarda Bertoluccija Besieged (1998) je postavljen v hišo ob stopnicah. Stopnice so bili vidno predstavljene v filmski različici The Talented Mr. Ripley  (1999), v glavni vlogi pa je igral Matt Damon.
V epizodi Everybody Loves Raymond (Sezona 5, Epizoda 1: Italija), ki je bila predvajana 2. oktobra 2000, se Ray, Debra, Frank in Marie med družinskimi počitnicami v Rimu povzpnejo na Španske stopnice.
Epizoda anime serije Gunslinger Girl z naslovom Gelato (sladoled), ki je bila prvič predvajana leta 2003, prikazuje junaka na Španskih stopnicah, ki je po uspešnem napadu "nagrajen" s sladoledom.
V filmu To Rome with Love (2012) sta se Hayley (Alison Pill) in Michelangelo Santoli (Flavio Parenti) srečala na Španskih stopnicah.
Španske stopnice so bile postavljeni kot naloga "zapore" v The Amazing Race 24 (2014), v kateri so morali tekmovalci šteti stopnice.
Španske stopnice so prikazane v prizoru v filmu The Man From U.N.C.L.E. (2015), v katerem Illya (Armie Hammer), ki se predstavlja kot ruska arhitektka, poskuša Gaby (Alicia Vikander) pojasniti, da je stopnice dejansko naredil ruski arhitekt.
Na sredini animiranega filma Love Live! Love Live! The School Idol Movie: Over the Rainbow (2019) so bile stopnice vidno predstavljene kot mesto, kjer je glavna idolska skupina Aqours med svojim čezmorskim potovanjem iz Numazuja, od Japonske do Rima, izvedla glavni muzikal filma "Hop? Stop? Nonstop!".

### V glasbi
Napredna rock skupina Refugee je leta 1974 posnela pesem Credo, ki vsebuje besedilo: »Verjamem v nenehne premore / Kot rimske počitnice / In pogosto se ustavim po zrak / Ko se vzpenjam po Španskih stopnicah«.
Pesem Boba Dylana When I Paint My Masterpiece, ki jo je leta 1971 prvič posnel The Band, kasneje pa se je pojavila na albumu Bob Dylan's Greatest Hits Vol. II, omenja tako Španske stopnice kot Kolosej. Norveški pevec/tekstopisec Morten Harket iz A-ha je na svojem albumu Wild Seed leta 1995 izdal pesem z naslovom "Spanish Steps".
Pesem Marca Cohna Walk Through the World, ki je izšla leta 1993 na albumu The Rainy Season, vključuje besedilo »From the Spanish Steps to the Liberty Bell, I know angels are see us«.
Uvodna skladba Van Morrisonovega albuma Poetic Champions Compose iz leta 1986 je inštrumental z naslovom Spanish Steps, v katerem je ves čas prisoten strašljiv in vznemirljiv saksofon.
Album pevca / tekstopisca Erica Andersena Ghosts Upon the Road (1989) vključuje njegovo pesem Spanish Steps, ki se začne s povabilom njegove stare ljubezni do »Meet me on the Spanish Steps / Oh you will not long wait«. Spomni se še njihovega prvega srečanja na ulicah Rima pred leti: »Bila si mlada in tvoje oči so bile svetle / lica so ti bila zardela in poštena / bila sva visoko, previsoko na Španskih stopnicah / vidim te, kako stojiš tam«.
Naslovna pesem z albuma Dubly Blues (1995) Guya Clarka vsebuje besedilo: »I love you on the Spanish Steps / The day you said goodbye«.
Severnoameriška in japonska različica albuma Mindfields, ki ga je leta 1999 izdala ameriška rock skupina Toto, vključuje pesem Spanish Steps of Rome kot bonus skladbo. Pesem opisuje femme fatale romanco, ki se odvija na in okoli Španskih stopnic.
Leta 2005 je ameriška rock skupina Of A Revolution izdala One Shot z albuma Stories of a Stranger, ki vsebuje besedilo »Rim gori, lahko okusite žerjavico / težko hodim po Španskih stopnicah«.
Leta 2007 je John Tesh iz skupine Entertainment Tonight na svojem albumu A Passionate Life posnel instrumentalno melodijo, imenovano Spanish Steps.

### V umetnosti
16. januarja 2008 je italijanski umetnik Graziano Cecchini Španske stopnice pokril s sto tisoč raznobarvnih plastičnih kroglic. Trdil je, da je bilo to storjeno za ozaveščanje mednarodne javnosti o položaju ljudi Karen v Mjanmaru in kot protest proti življenjskim razmeram umetnikov v Italiji.
9. novembra 2009 je na Stopnicah potekal multimedijski dogodek v spomin na 20. obletnico padca Berlinskega zidu leta 1989; dogodek je vključeval postavitev kopij delov stene.

## Lokalne znamenitosti
- Babingtonova čajnica, ustanovljena leta 1893, je tradicionalna angleška trgovina s čajem ob vznožju Španskih stopnic
- Casa Museo di Giorgio de Chirico) je hišni muzej v Palazzettu del Borgognoni iz 16. stoletja
- Spominska hiša Keats -Shelley je muzej pisateljske hiše v spomin na romantična pesnika  Johna Keatsa in  Percy Bysshe Shelleya.
- Palazzo di Spagna ali palača Monaldeschi je baročna palača, v kateri je od leta 1647 špansko veleposlaništvo pri Svetem sedežu.